# بایتوراسای
بایتوراسای (به قزاقی: Baturasay) یک روستا در قزاقستان است که در شهرستان مارتوک واقع شده‌است. بایتوراسای ۲۲۰ متر بالاتر از سطح دریا واقع شده‌است.